# Colobanthus buchananii
Colobanthus buchananii là loài thực vật có hoa thuộc họ Cẩm chướng. Loài này được Kirk mô tả khoa học đầu tiên năm 1894.